# Брис Дулин
Брис Дулин (фр. Brice Dulin; 23. април 1990) професионални је рагбиста и репрезентативац Француске, који тренутно игра за Расинг 92. Висок 176 цм, тежак 82 кг, дебитовао је за Ажен 2009. За 3 године је одиграо 62 утакмице и постигао 43 поена за Ажен. 2012. прешао је у Олимпик Кастр, за који је до 2014. и преласка у Расинг 92 одиграо 43 утакмице и постигао 25 поена. За Расинг 92 је до сада одиграо 25 мечева и постигао 15 поена. Прошао је млађе селекције Француске, а за сениорску је дебитовао јуна 2012. против Аргентине. За "галске петлове" је до сада одиграо 24 тест мечева и постигао 23 поена.